# CSS Fanny
CSS „Fanny” – kanonierka Confederate States Navy, a wcześniej okręt balonowy należący do Armii Unii.

## Historia

### Fanny
Statek „Fanny”wszedł do służby w Armii Unii w 1861 w roli kanonierki i transportowca.
3 sierpnia 1861 z pokładu „Fanny” zniósł się balon na wodór cywilnego aeronauty Johna LaMountaina. Balon wzniósł się na wysokość ponad 600 metrów i z tej wysokości LaMountain dokonał obserwacji pozycji Armii Konfederatów przy Hampton Roads, w okolicach Sewall's Point. Tydzień później, 10 sierpnia, z pokładu holownika „Adriatic”, LaMountain ponownie dokonał powietrznego rekonesansu pozycji Konfederatów, tym razem wzbijając się na wysokość ponad tysiąca metrów
Przez niektóre źródła „Fanny” uznawany jest za pierwszy okręt lotniczy, choć technicznie nie był to „okręt”, ale statek i nie był to „statek lotniczy” w pełnym znaczeniu tego słowa (jednostka nie była na stałe przebudowana jako statek lotniczy). Pierwszym prawdziwym, w pełnym znaczeniu tych słów, okrętem lotniczym był należący do United States Navy USS „George Washington Parke Custis”, z którego pokładu pierwszy balon wzbił się w powietrze 11 listopada.
26 sierpnia „Fanny” przechwycił i zdobył konfederacki slup „Emma”.

### CSS Fanny
1 października 1861, w czasie misji zaopatrzeniowej dla 20th Indiana Regiment, „Fanny” został zdobyty przez kanonierki Konfederatów CSS Raleigh, CSS Junaluska i CSS Curlew, i wszedł do służby Confederate States Navy jako CSS „Fanny” pod dowództwem midszypmena J. L. Tayloe'a.
Okręt brał udział w bitwie pod Roanoke (7/8 lutego 1862) i bitwie pod Elizabeth City (10 lutego), gdzie wszedł na mieliznę i został wysadzony w powietrze, aby nie został zdobyty przez nieprzyjaciela.